# 内角
内角，英文名称为center，在網球裡是指发球区的中心区域，发球方面在一区面对正手球员常常采用一发平击发内角，以直接得分。
在棒球或壘球裡，內角是指投手投出的球，在偏靠近打者位置。